# Пересмішник еспаньйольський
Пересмішник еспаньйольський (Mimus macdonaldi) — вид горобцеподібних птахів родини пересмішникових (Mimidae).

## Поширення
Ендемік Галапагоських островів. Поширений на острові Еспаньйола та невеликого прилеглого острівця Гарднер на південному сході архіпелагу. Чисельність популяції оцінюється приблизно в 1000—2500 тварин. Його природними середовищами існування є субтропічні або тропічні сухі ліси та субтропічні або тропічні сухі чагарники.

## Опис
Птах завдовжки близько 28 сантиметрів. Спина сіро-коричневого кольору, живіт білувато-сірий, лише нечітка сіра смужка проходить по грудях. Жовтувате око оточене темною плямою. Хвіст довгий, темний і багатоярусний. Дзьоб довгий і вигнутий.

## Спосіб життя
Трапляється великими зграями до 40 птахів. Всеїдний птах. Поїдає яйця морських птахів, комах, падаль, плоди. Подібно до зяблика Geospiza septentrionalis може підживлюватися кров'ю поранених морських птахів. Гніздиться у березні та квітні. Пари не є моногамними, зазвичай відкладається лише одне яйце.